# Zlătari, Bacău
Zlătari este un sat în comuna Ungureni din județul Bacău, Moldova, România.
Este un sat de tip linear, adică casele sunt situate de o parte și de alta a drumului județean.